# Jakob Streitle
Jakob Streitle (11 de desembre de 1916 - 24 de juny de 1982) fou un futbolista alemany. Va formar part de l'equip alemany a la Copa del Món de 1938.